# Lanesoares
Lanesoares is een geslacht van hooiwagens uit de familie Gonyleptidae.
De wetenschappelijke naam Lanesoares is voor het eerst geldig gepubliceerd door Roewer in 1949. 

## Soorten
Lanesoares is monotypisch en omvat slechts de volgende soort:
- Lanesoares inermis